# Juglone
Lo juglone è un composto organico aromatico con formula molecolare C10H6O3.

## Distribuzione
Lo juglone si trova in natura nella foglia, radice e corteccia di alberi della famiglia delle Juglandaceae, in particolare nella Juglans nigra.  Lo juglone è un composto allelopatico, ovvero è sintetizzato da una specie botanica e influenza lo sviluppo di altre specie.  In questo caso, lo juglone è tossico e impedisce la crescita delle altre specie botaniche con cui viene in contatto.  I coltivatori sanno quanto sia difficile far crescere piante in prossimità di alberi di Juglans regia.  Lo juglone esercita i suoi effetti attraverso certi enzimi che inibiscono l'attività enzimatica delle altre specie. È pertanto occasionalmente utilizzato come erbicida.

## Proprietà
Per la sua tendenza a creare colorazioni arancio-marroni, lo juglone è spesso usato come colorante nell'industria cosmetica, ad esempio nella tintura per capelli. È noto nell'industria alimentare come C.I. Natural Brown 7 o C.I. 75500.  Tradizionalmente, lo juglone è stato usato come colorante per tessuti, lana in particolare.
Altri nomi sono iuglone, nucina, regianina, estratto di noce, yuglone, NCI 2323 e olio rosso BS.
È un isomero del lawsone.